# José Bardina
José Bardina (Barcelona, España, 27 de marzo de 1939-Miami, Estados Unidos, 18 de diciembre de 2009) fue un actor de televisión español nacionalizado venezolano.

## Biografía
Fue el mayor de los cuatro hijos del jugador del Club de Fútbol Barcelona José Bardina Ballera.
Estudió hasta el tercer curso de bachillerato y realizó estudios de contabilidad. Posteriormente pasó a estudiar interpretación en la Escuela de teatro Juana Sujo desde 1958 hasta 1966. 
Inició su carrera como actor en el teatro y en 1961 hizo su debut televisivo en la cadena RCTV. En 1965 interpretó un personaje conocido como El Halcón. Luego pasó a trabajar en el mundo de las telenovelas, siendo la primera en su currículum Madres solteras y protagonizando, junto a la actriz hispano-venezolana Marina Baura, varias escritas por Delia Fiallo y que obtuvieron un gran éxito. Se casó con la también actriz Amelia Román, con quien tuvo un hijo, José Alberto. 
A mediados de la década de los ochenta abandonó la interpretación para ocuparse del cuidado de su esposa, que había enfermado del corazón. Se instalaron en la ciudad de Miami, Florida, Estados Unidos, donde estableció varios restaurantes. A principios de la década de 2000 retomó su carrera en la interpretación, apareciendo en diversas telenovelas producidas en la ciudad de Miami. 
En 2008 le fue diagnosticado un cáncer de vejiga, enfermedad que se extendió en poco tiempo a sus riñones, que tuvieron que serle extirpados, debiendo después recibir diálisis tres veces por semana.

## Carrera

### Telenovelas
- Madres solteras (1965)
- Lucecita ... Gustavo (1967)
- La señorita Elena ... Alejandro Morales (1968)
- Rosario ... Arturo (1969)
- Lisa, mi amor (1970)
- Amada enemiga (1970)
- Esmeralda ... Juan Pablo Peñalver (1971)
- Me llamo Julián, te quiero ... Julián (1972)
- María Teresa ... Román López Bello (1972)
- Peregrina ... Rolando/ Juan Luis Pillares (1973)
- La otra ... Fernando (1973)
- Una muchacha llamada Milagros ... Dr. Juan Miguel Valdés (1974)
- Mi hermana gemela (1975)
- Mariana de la noche ... Ignacio Lugo Navarro/ Nacho Luna (1975)
- La Zulianita ... Juan Carlos Arocha Pimentel (1975)
- Cumbres Borrascosas ... Heathcliff (1976)
- Balumba (1976)
- Silvia Rivas divorciada ... Ricardo Contreras (1977)
- TV confidencial (1977)
- La fiera ... Daniel Meléndez (1978)
- Rosángela ... Raúl Cardona (1979)
- Buenos días, Isabel ... José Manuel (1980)
- Ligia Sandoval ... Luis Gerardo (1981)
- Lejana como el viento ... Félix (2002)
- Amor descarado ... Mr. Clinton (2003)
- Inocente de ti ... Armando (2004)
- La ley del silencio ... Arturo (2005)
- Amor comprado ... Luciano de la fuente (2007)

### Cine
- La maja desnuda
- Abelardo y Eloísa
- Bodas de papel (1979)
- Hombres de blanco

### Teatro
- El gesticulador
- Proceso de Jesús
- El quinto infierno
- Seis personajes en busca de autor
- Té y simpatía